# Wet verontreiniging oppervlaktewateren
De Wet verontreiniging oppervlaktewateren of Wvo was een Nederlandse wet die op 1 december 1970 in werking trad met als doel de verontreiniging van oppervlaktewater tegen te gaan en te voorkomen. De wet verbiedt het zonder vergunning lozen van afvalstoffen, verontreinigende en schadelijke stoffen in oppervlaktewater in het gehele Nederlandse grondgebied.
Inmiddels is deze wet vervangen op 22 december 2009 door de Waterwet.

## Vergunningsstelsel, normstellingen, heffingen en handhaving
Naast het verbod op lozingen zonder vergunning geeft de wet het kader aan waarbinnen de bestrijding van verontreiniging moet gebeuren. Op basis hiervan zijn verdere regels opgesteld over het verlenen van lozingsvergunningen, het opleggen van verontreinigingsheffingen, het uitvoeren van inspecties (handhaving) en bepalen van normstellingen. Rijkswaterstaat, provincies en gemeenten verlenen vergunningen voor de lozing van afvalwater door gemeenten, particulieren en bedrijven. In een Wvo-vergunning staan voorschriften opgenomen waaraan de afvalwaterlozing moet voldoen (normstellingen). Wanneer afvalwater niet aan deze voorschriften voldoet moet het behandeld worden voordat het op het oppervlaktewater geloosd mag worden. Ook wordt bij de vergunningverlening nagegaan of de lozing geen aanleiding geeft tot ongewenste effecten op het oppervlaktewater.
Afhankelijk van de hoeveelheid afvalwater en de mate van vervuiling van het afvalwater worden er door het Bureau Verontreinigingsheffingen Rijkswateren (BVR) aanslagen opgelegd aan de ‘vervuiler’ (heffingen). De handhaving is in handen van de inspectie Verkeer en Waterstaat. Deze ziet er op toe dat de gestelde regels juist nageleefd worden.

## Toepassingsgebied
De Wvo is van toepassing op alle oppervlaktewateren in het gehele Nederlandse grondgebied. Onder oppervlaktewater kan al het water in sloten, plassen, vijvers, kanalen en meren, beekjes en rivieren verstaan worden. Ook stilstaand en stromend water dat onder het overgangswater valt wordt in deze definitie gezien als oppervlaktewater.
Onder oppervlaktewateren vallen ook de territoriale wateren. Dit is het gedeelte van de Noordzee dat onder Nederlands grondgebied valt. Het is echter ook verboden afvalwater buiten deze grenzen, in andermans territoriale zee of in open zee, te lozen.

## Waterverontreiniging
Waterverontreiniging of watervervuiling omvat een verandering in de kwaliteit van het oppervlaktewater wat leidt of kan leiden tot een schadelijke verandering met negatieve effecten voor mens, plant en dier op het moment dat zij met het vervuilde water in contact komen. 
Bronnen van waterverontreiniging kunnen worden opgedeeld in emissie en belasting.
Emissie is de verontreiniging die uit een bepaalde bron vrijkomt, waarbij emissie kan worden opgedeeld in directe emissie en indirecte emissie, waarvan een deel via het riool uiteindelijk in het oppervlaktewater terechtkomt.
De belasting van het oppervlaktewater is de vervuiling die uiteindelijk daadwerkelijk het oppervlaktewater bereikt. De belasting bestaat uit de som van effluent (gezuiverd afvalwater), overstorten (wanneer bij hevige regenval het rioolwater geloosd wordt op het oppervlaktewater) en de aanvoer van regenwaterriolen. Daarnaast wordt de verontreiniging via atmosferische depositie door middel van afspoeling van (on-)verhard oppervlak en de indirecte uit- en afspoeling van (landbouw)bodems waardoor stoffen als ammoniak in het oppervlaktewater terechtkomen.

## Ontwikkeling waterverontreiniging in Nederland en het ontstaan van de Wvo
Water en milieu hebben van nature een zelfreinigend en zelfherstellend vermogen om vervuiling en verontreiniging op kleine schaal op te heffen.
In de loop van de geschiedenis kende Nederland echter een sterke toename van de bevolking en als gevolg van de ontwikkelingen tijdens de Industriële revolutie nam bovendien de industriële activiteit en de bedrijvigheid in het land sterk toe. Hiermee ging een toename van de verontreiniging van de oppervlaktewateren gepaard, waarbij, na verloop van tijd, de grens voor het herstellend vermogen van het oppervlaktewater ver werd overschreden. Vooral na de Tweede Wereldoorlog, toen men vooral bezig was met wederopbouw en economisch herstel en niet zo zeer met de kwaliteit van het natuurlijk milieu, waren de gevolgen van de verontreiniging van het oppervlaktewater voor de leefomgeving van zeer groot. Tussen 1960 en 1970 bereikte de waterkwaliteit in Nederland een dieptepunt, terwijl de rivier de Rijn ook wel bekendstond als “het riool van Europa”.
Als gevolg van grote druk uit de samenleving werd uiteindelijk in 1970 de Wet Verontreiniging Oppervlaktewateren ingesteld die als doel had  geleidelijk een einde te maken aan de grootschalige vervuiling en verontreiniging van de Nederlandse oppervlaktewateren. Door de jaren heen heeft deze wet ingrijpende veranderingen ondergaan. Dit gebeurde meestal doordat de wet aan andere richtlijnen of wetten aangepast diende te worden. Voorbeelden hiervan zijn de EG-richtlijnen of de Wet Milieubeheer die in 1993 in werking trad. Op 22 december 2009 is de Wvo vervangen door de Waterwet, deze vervangt acht wetten ineens en zal de handhaving vereenvoudigen.
De vervangen wetten zijn:
- Wet op de waterhuishouding
- Wet op de waterkering
- Grondwaterwet
- Wet verontreiniging oppervlaktewateren
- Wet verontreiniging zeewater
- Wet droogmakerijen en indijkingen (Wet van 14 juli 1904)
- Wet beheer rijkswaterstaatswerken (het zogenaamde 'natte gedeelte')
- Waterstaatswet 1900
- Waterbodemparagraaf uit de Wet bodembescherming